# Christian Courtois
Pour les articles homonymes, voir Courtois.
Christian Courtois, né le 20 juillet 1912 à Cognac et mort le 8 août 1956 à Lyon est un historien français du XXe siècle, spécialiste de l'Afrique du Nord antique.

## Biographie
Christian Courtois est né à Cognac le 20 juillet 1912. Bachelier en 1930, il obtient sa Licence d'Histoire-Géographie en 1933, puis est reçu à l'Agrégation en 1935. Étudiant à la Sorbonne, il est notamment l'élève du grand historien Jérôme Carcopino. Devenu professeur, il part pour l'Algérie française et enseigne d'abord au Lycée d'Alger (1935), avant d'être appelé plusieurs fois sous le drapeau français, d'abord en 1936-1937, puis pendant la Seconde Guerre mondiale, en 1939-1940 et en 1942-1945. Après la guerre, le 1er octobre 1945, il est chargé de cours à la Faculté de Lettres d'Alger.
Auteur de nombreuses publications, traitant notamment de l'Afrique romaine, puis vandale, il écrit entre autres, Les Vandales et l'Afrique (1955), livre bien documenté sur la période vandale (429-534).
Le 7 août 1956, âgé de 44 ans, il est victime d'un accident de voiture et perd connaissance : il meurt le lendemain à l'hôpital.

## Publications

### Ouvrages
- Les Vandales et l'Afrique, Arts et Métiers Graphiques, Paris, 1955.

### Articles
- 1939 : Un chef barbare : Genséric, roi des Vandales. (L'Information Historique, juin-juillet 1939; pp. 193–197.)

Les politiques navales de l'Empire romain. (Revue Historique, CLXXXVI, 1939, pp. 1–81).
- 1942 : De Rome à l'Islam. (Revue Africaine, LXXXVI, 1942, pp. 25–55.)

Grégoire VII et l'Afrique du Nord. Remarques sur les communautés chrétiennes d'Afrique au XIe siècle. (Revue Historique, CXCV, 1945, pp. 97–122 et 193-226.)
- 1945 : Reliques carthaginoises et légende carolingienne. (Revue de l'histoire des religions, 1945, pp. 57–83.)
- 1946 : Sicile byzantine et Sicile normande. (Annales du Centre universitaire méditerranéen, I, 1946-1947, pp. 71–81.)
- 1947 : Bibliographie de l'Histoire de l'Afrique du Nord des origines à la fin du Moyen Age. Ouvrages parus de 1939 à 1946 inclus (Revue Africaine, XCI, 1947, pp. 278–300 = Revue Historique, CXCVIII, 1947, pp. 228–249.)

Une sainte suspecte: Ste Olive de Palerme ou de Tunis. (Orientalia Christiana Periodica, Vol. XIII, n. 1-2, Roma, 1947, pp. 63–68).
- 1948 : Sur une inscription de Constantine. (Recueil des Notices et Mémoires de la Société Archéologique de Constantine, LXVI, 1948, pp. 113–116.)

La toponymie ancienne de l'Afrique du Nord. Bibliographie. En collaboration avec L. Leschi. (Onomastica, juin 1948, p. 158.)
- 1949 : En marge du Nibelungenlied. (Annuaire de l'Institut de Philologie et d'Histoire orientales et slaves. IX. 1949, Mélanges Grégoire, pp. 123–133.)

Ex consul. Observations sur l'histoire du consulat à l'époque byzantine. (Byzantion, XIX, 1949, pp. 37–58.)
- 1950 : Saint Augustin et la survivance de la langue punique. (Comptes Rendus de l'Académie des Inscriptions et Belles Lettres, 1950, pp. 305–307.)

Saint-Augustin et le Problème de la Survivance du Punique. (Revue africaine, XCIV, 1950, pp. 259–282.)
- 1951 : Timgad, Antique Thamugadi, Edition du Gouvernement Général de l'Algérie. Direction de l'Intérieur et des Beaux-Arts Service des Antiquités. (Alger, Imprimerie Officielle, 1951, 104 pp.). Mise à jour de Ch. André Julien.

Histoire de l'Afrique du Nord ; Tunisie, Algérie, Maroc. Des origines à la conquête arabe (647 ap. J.-C.). (Paris, Pavot, 1951, 333 pp.).

Auteurs et scribes. Remarques sur la Chronique d'Hydace. (Byzantion, XXI, 1951, fasc. 1, pp. 23–54.)

L'avènement de Clovis II et les règles d'accession au trône chez les Mérovingiens. (Mélanges d'Histoire du Moyen Age dédiés à la mémoire de Louis Halphen. Paris, Presses Universitaires de France, 1951, pp. 155–164.)
- 1952 : Tablettes Albertini, Actes privés de l'époque vandale (fin du Ve siècle) (Édition du Gouvernement Général de l'Algérie. Direction de l'Intérieur et des Beaux-Arts, Service des Antiquités. Paris, Arts et métiers graphiques, 1952), en collaboration avec L. Leschi, J. P. Miniconi, Ch. Perrat, Ch. Saumagne. Contribution de C. Courtois : Chap. 1 : Les Documents, pp. 3–14 ; Chap. II : Les hommes et les choses, pp. 189–211.

Sur un carreau de terre cuite représentant Saint Pantaléon. (Karthago, III, 1952, pp. 209–213.)
Timgad. Documents Algériens, Service d'Information du Cabinet du Gouverneur Général de l'Algérie, n° 58 de la Série Culturelle, 25 février 1952, 8 pp.
- 1953 : Victorinus et Salsa. Note d'Hagiographie tipasienne. (Recueil des Notices et Mémoires de la Société Archéologique de Constantine, Livre du Centenaire, 1852-1952, LXVIII, 1953, pp. 109119.)

Bibliographie de l'Histoire de l'Afrique du Nord, des origines à la fin du Moyen Age. Ouvrages parus de 1946 et 1951 inclus. (Revue Africaine, XCVI, 1952, pp. 416–448 = Documents algériens, Service d'Information du Cabinet du Gouverneur Général de l'Algérie, 1953, n° 71 de la Série Culturelle.
Césarée de Maurétanie. Cherchel. (Dictionnaire d'Histoire et de Géographie ecclésiastiques, XII (1953), col. 203-206.)
- 1954 : Victor de Vita et son Œuvre. Étude Critique, Édition du Gouvernement Général de l'Algérie. Direction de l'Intérieur et des Beaux-Arts, Service des Antiquités. (Alger, Imprimerie Officielle, 1954, 111 pp.).

Les Monnaies de Gildo. (Revue Numismatique, XVI, 1954, pp. 71–77.)
Les rapports entre l'Afrique et la Gaule au débat du Moyen Age. (Les Cahiers de Tunisie, 2e année, n° , 1954, pp. 127–145.)

Ruines romaines du Cap Bon. (Karthago, V, 1954, pp. 182–202.)
Histoire de l'Afrique du Nord (tome I de l'ouvrage de Charles-André Julien, Paris, Payot, 1954).
- 1955 : Les Vandales et l'Afrique. (Édition du Gouvernement Général de l'Algérie. Direction de l'Intérieur et des Beaux-Arts. Service des Antiquités. Paris, Arts et Métiers graphiques, 1955, 455 pp.).

Esquisse d'histoire politique. (Encyclopédie politique de la France et du Monde. La France et l'Union Française, Tome I (Paris, Édition de l'Encyclopédie coloniale et maritime, s. d.), pp. 11–45.)

Rapports entre Visigoths et Vandales. (Settimane di studio del centro italiano di studi sull'alto medioevo, III, 1955, I Goti in occidente. Problemi. Spoleto 1956, pp. 499–507.)

Pauly-Wissowa Real Encyclopédie der classischen AltertumsWissenschaft, VIII, AI, 1955, articles : Vallis, Vamaccora, Vamaccura, Vamacures, Vamalla, Vartani, Vartuliani, Vanariona, Vanarzense castellum, Vanisnesus, Vannida, Vardimissa, Vasampus, Vasidice, Vassinassa, Vatarba, Vatari, Vax Villa, Repentina, Vazali, Vazari, Vazi Sarra, Uazua, Ubaba, Ubaza, Ubata, Ubori, Ubrix, Ubus, Uccula, Uccunenses, Uchi Maius, Uchi Minus, Uchium, Ucimath, Ucres, Ucubi, Ucutamani, Udenoê, Uddita, Vegesala, Velatiti, Velisci, Pagus Veneriensis, Venesis Ager, Vensana, Venusianenses, Fundus Ver...., Verbalis, Verecunda, Veresvos.

Sur un baptistère découvert dans la région de Kélibia (Cap Bon). (Karthago, VI, 1955, pp. 98–123.)
- 1956 : Baptistère découvert au Cap Bon (Tunisie). (C.R.A.I., 1956, pp. 138–143)

La Thala de Salluste. (Recueil de Constantine. Vol. LXIX, 1955-1956, pp. 57–69.)
- 1957 : Sur un baptistère découvert au Cap Bon (Tunisie). - in: Actes du Xe Congrès international d'études byzantines, [Istanbul, 15. - 21.9.1955]. X.Milletlerarası Bizans Tetkikleri Kongresi tebliğleri. (Istanbul 1957) 123.

Quelques remarques sur l'histoire de l'Europe. À propos du deuxième millénaire de la mort de César. (Le Flambeau, 1956/2, pp. 207–222.)

L'évolution du monachisme en Gaule de Saint Martin à St Colomban (Settimane di studio del centro italiano di studi sull'alto medioevo, IV, 1956, Il monachesimo nell'alto medioevo e la formazione della civiltà occidentale, Spoleto, 1957, pp. 47–72.)

Le Passé de l'Algérie. 1 : La Période Antique. (Initiation à l'Algérie, Paris, Librairie d'Amérique et d'Orient, 1957, pp. 43–70).
Remarques sur le commerce maritime en Afrique au XIe siècle. (Mélanges d'Histoire et d'Archéologie de l'Occident musulman, Hommages à Georges Marçais, t. II (Alger, Imp. Officielle, 1957, pp. 51–60).)